# Eric Adams (chanteur)
Pour les articles homonymes, voir Eric Adams.
Eric Adams est né à Auburn (État de New York). Il est le chanteur du groupe de heavy metal, Manowar, depuis sa création en 1980. Il connaissait Joey DeMaio avant la formation du groupe et c'est lui qui s'occupe des finances de Manowar. Lui et Joey DeMaio sont les seuls membres permanents du groupe depuis sa formation.
Il interprète certaines chansons dans différentes langues, comme 'Courage' en français, 'Heart of Steel' qui devient 'Herz aus Stahl' en allemand. À l'instar de son registre habituel, il chante avec talent des titres différents comme le célèbre air d'opéra, Nessun dorma live en hommage aux fans italiens et plus tard dans l'album Warriors of the World.